# Duran Duran (álbum de 1981)
Duran Duran es el álbum homónimo del grupo Duran Duran, lanzado originalmente mundialmente en 1981 y luego relanzado, por su gran éxito, en 1983.
El álbum alcanzó la posición #1 en el Reino Unido el 27 de junio de 1981 y permaneció en los rankings británicos por 118 semanas, pero su lanzamiento en los Estados Unidos fue ignorado, donde fue relanzado dos años después y llegó al #10 en el estadounidense y permaneciendo 87 semanas en el Billboard.

## Listado de canciones
- Todas las canciones fueron compuestas y escritas por Duran Duran.

### Edición original
1. "Girls on Film" – 3:30
2. "Planet Earth" – 3:59
3. "Anyone Out There" – 4:02
4. "To the Shore" – 3:49
5. "Careless Memories" – 3:53
6. "Night Boat" – 5:25
7. "Sound of Thunder" – 4:06
8. "Friends of Mine" – 5:42
9. "Tel Aviv" – 5:16

### Edición EE. UU. (1981)
1. "Planet Earth" ["Night Version"] – 6:20
2. "Girls on Film" – 3:30
3. "Is There Anyone Out There" – 4:02
4. "Careless Memories" – 3:53
5. "(Waiting for The) Night Boat" – 5:25
6. "Sound of Thunder" – 4:06
7. "Friends of Mine" – 5:42
8. "Tel Aviv" – 5:16

### Reedición EE. UU. 1983
1. "Girls on Film" – 3:30
2. "Planet Earth" – 3:59
3. "Anyone Out There" – 4:02
4. "Careless Memories" – 3:53
5. "Is There Something I Should Know?" – 4:07
6. "Night Boat" – 5:25
7. "Sound of Thunder" – 4:06
8. "Friends of Mine" – 5:42
9. "Tel Aviv" – 5:16

## Singles
1. "Planet Earth"
2. "Careless Memories"
3. "Girls on Film"
4. "Is There Something I Should Know?" (edición de 1983)

## Miembros
- Simon Le Bon - voz principal y coros
- Andy Taylor - guitarra eléctrica y coros
- John Taylor - bajo y coros
- Nick Rhodes - sintetizadores y secuenciador
- Roger Taylor - batería, timbales y caja de ritmos

- Datos: Q675901